# 黑水龟虫属
黑水龟虫属（学名：Hydrous）是水龟甲科的一属。

## 下属物种
本属包括以下物种：
- Hydrous ovalis (Heer, 1862)